# La Nuit du 13
Pour plus de détails, voir Fiche technique et Distribution.
La Nuit du 13 est un film muet français réalisé par Henri Fescourt, sorti en 1921.

## Fiche technique
- Titre : La Nuit du 13
- Réalisation : Henri Fescourt
- Scénario : Henri Fescourt
- Photographie : Jacques Olivier
- Cadreur : Edmond Floury
- Société de production : Compagnie française cinématographique (C.F.C.)
- Société de distribution : Agence Générale Cinématographique (A.G.C)
- Pays d'origine :  France
- Langue : film muet avec les intertitres  en français
- Format : Noir et blanc — 35 mm — 1,33:1 — Muet
- Métrage : 1 740 mètres (6 bobines)
- Genre : Film dramatique
- Durée : 58 minutes
- Dates de sortie :
  -  France : 17 juin 1921

## Distribution
- Yvette Andréyor : Yvonne Müller
- André Dubosc : le professeur Renez
- Paul Vermoyal : Jean Renez
- Jean Toulout : Dr Arnolf
- Johanna Sutter